# Columbus Open 1977
Il Columbus Open 1977 è stato un torneo di tennis giocato sulla terra verde. È stata la 7ª edizione del Columbus Open, che fa parte del Colgate-Palmolive Grand Prix 1977. Si è giocato a Dublin negli USA, dall'8 al 15 agosto 1977.

## Partecipanti

### Teste di serie
| Nazionalità   | Giocatore       | Ranking | Testa di serie |
| ------------- | --------------- | ------- | -------------- |
| Stati Uniti   | Brian Gottfried | 3       | 1              |
| Argentina     | Guillermo Vilas | 4       | 2              |
| Messico       | Raúl Ramírez    | 5       |                |
| Stati Uniti   | Roscoe Tanner   | 9       |                |
| Stati Uniti   | Stan Smith      | 15      |                |
| Stati Uniti   | Robert Lutz     | 21      |                |
| Rep. Ceca     | Jan Kodeš       | 28      |                |
| Nuova Zelanda | Brian Fairlie   | 34      |                |

## Campioni

### Singolare
Guillermo Vilas ha battuto in finale  Brian Gottfried con il punteggio di 6–2, 6–1

### Doppio
Robert Lutz /  Stan Smith hanno battuto in finale  Peter Fleming /  Gene Mayer con il punteggio di 4–6, 7–5, 6–2